# رستم کازاکوف
رستم کازاکوف (انگلیسی: Rustam Kazakov؛ زادهٔ ۲ ژانویهٔ ۱۹۴۷) کشتی‌گیر اهل اتحاد جماهیر شوروی سوسیالیستی بود.